# Conte pis raconte
 (décembre 2022).
La mise en forme du texte ne suit pas les recommandations de Wikipédia : il faut le « wikifier ».
Les points d'amélioration suivants sont les cas les plus fréquents. Le détail des points à revoir est peut-être précisé sur la page de discussion.
- Les titres sont pré-formatés par le logiciel. Ils ne sont ni en capitales, ni en gras.
- Le texte ne doit pas être écrit en capitales (les noms de famille non plus), ni en gras, ni en italique, ni en « petit »…
- Le gras n'est utilisé que pour surligner le titre de l'article dans l'introduction, une seule fois.
- L'italique est rarement utilisé : mots en langue étrangère, titres d'œuvres, noms de bateaux, etc.
- Les citations ne sont pas en italique mais en corps de texte normal. Elles sont entourées par des guillemets français : « et ».
- Les listes à puces sont à éviter, des paragraphes rédigés étant largement préférés. Les tableaux sont à réserver à la présentation de données structurées (résultats, etc.).
- Les appels de note de bas de page (petits chiffres en exposant, introduits par l'outil «  Source ») sont à placer entre la fin de phrase et le point final[comme ça].
- Les liens internes (vers d'autres articles de Wikipédia) sont à choisir avec parcimonie. Créez des liens vers des articles approfondissant le sujet. Les termes génériques sans rapport avec le sujet sont à éviter, ainsi que les répétitions de liens vers un même terme.
- Les liens externes sont à placer uniquement dans une section « Liens externes », à la fin de l'article. Ces liens sont à choisir avec parcimonie suivant les règles définies. Si un lien sert de source à l'article, son insertion dans le texte est à faire par les notes de bas de page.
- La présentation des références doit suivre les conventions bibliographiques. Il est recommandé d'utiliser les modèles {{Ouvrage}}, {{Chapitre}}, {{Article}}, {{Lien web}} et/ou {{Bibliographie}}. Le mode d'édition visuel peut mettre en forme automatiquement les références.
- Insérer une infobox (cadre d'informations à droite) n'est pas obligatoire pour parachever la mise en page.

Pour une aide détaillée, merci de consulter Aide:Wikification.
Si vous pensez que ces points ont été résolus, vous pouvez retirer ce bandeau et améliorer la mise en forme d'un autre article.

Conte pis raconte est une série web qui présente la littérature jeunesse francophone du Québec et d’ailleurs. Elle présente aussi les artisan.e.s, auteurs.trices et illustrateurs.trices québécois par différents segments.
La série de 10 épisodes d'environ 12 minutes a été mise en ligne le 16 février 2022 sur la plateforme ICI Tou.TV.

## Production
La série, animée par Pierre-Yves Lord, est produite en français,,,. La comédienne Catherine Trudeau y anime aussi un segment récurrent,,,. Plusieurs auteurs et illustrateurs sont aussi présentés dans des segments tels que des ateliers d’illustrateurs et d’illustratrices, des entrevues d’auteurs et d’autrices faites par des enfants, des suggestions de livres et des sketches animés,,.

## Épisodes[12]
| No Épisode | Titre                                     | Synopsis | Date de diffusion |
| ---------- | ----------------------------------------- | --- | ----------------- |
| 1          | Célébrer la littérature jeunesse          | Exploration de l’univers de Caroline Hamel et d’un livre avec Anna, illustration de Guillaume Perreault, et présentation de livres sur la différence par Catherine Trudeau. | 16 février 2022   |
| 2          | Nos premiers livres                       | Exploration de l’univers de Benoit Tardif, discussion avec Stéphane Martelly, et présentation de livres sur le deuil et la maladie par Catherine Trudeau.                   | 16 février 2022   |
| 3          | Des légumes et des livres!                | Exploration de l’univers de Mügluck, illustration de Marianne Dubuc, et souvenirs de lecture de Yannick de Martino.                                                         | 16 février 2022   |
| 4          | Je suis un enfant!                        | Exploration de l’univers de Geneviève Godbout, discussion avec André Marois, et présentation de livres sur la nature et le territoire par Catherine Trudeau.                | 16 février 2022   |
| 5          | Des librairies et des bibliothèques!      | Exploration de l’univers de Julien Chung et d’un livre avec Alexis, et présentation de livres sur l’égalité et l’éducation par Catherine Trudeau.                           | 16 février 2022   |
| 6          | Les livres jeunesse, d’hier à aujourd’hui | Exploration de l’univers de Nahid Kazemi, illustration d’Alain Pilon, souvenirs de lecture de Léa Stéliski, et présentation de livres sur l’identité par Catherine Trudeau. | 16 février 2022   |
| 7          | L’étincelle de la créativité              | Exploration de l’univers d’Agathe Bray-Bourret, illustration de Marianne Ferrer, discussion avec Alice Liénard, et présentation de livres sur l’art par Catherine Trudeau.  | 16 février 2022   |
| 8          | Lecture et rituels                        | Exploration de l’univers de Baptiste Amsallem et d’un livre avec Léa, et présentation de livres sur la division et l’union par Catherine Trudeau.                           | 16 février 2022   |
| 9          | Les cadres éclatés!                       | Exploration de l’univers de Mathieu Lavoie, illustration de Cara Carmina, et discussion avec Rhéa Dufresne.                                                                 | 16 février 2022   |
| 10         | Les livres jeunesse et le monde           | Exploration de l’univers de Gérard Dubois et d’un livre avec Charles, et souvenirs de lecture de Jacques L’Heureux.                                                         | 16 février 2022   |

## Diffusion
La série est produite par Saturne 5 et a été diffusée en entier le 16 février 2022 sur ICI Tou.TV.